# Chilhowie
Chilhowie es una localidad del condado de Smyth, Virginia, Estados Unidos. Según el censo de 2020, tiene una población de 1654 habitantes.

## Demografía

### Censo de 2000
Según el censo de 2000, había 1827 personas, 708 hogares y 462 familias residiendo en la localidad. La densidad de población era de 272,4 hab./km². Había 775 viviendas con una densidad media de 115,5 viviendas/km². El 94,47% de los habitantes eran blancos, el 3,07% afroamericanos, el 0,33% amerindios, el 0,05% asiáticos, el 1,48% de otras razas y el 0,60% pertenecía a dos o más razas. El 2,13% de la población eran hispanos o latinos de cualquier raza.
Según el censo, de los 708 hogares en el 24,7% había menores de 18 años, el 49,2% pertenecía a parejas casadas, el 11,4% tenía a una mujer como cabeza de familia y el 34,7% no eran familias. El 31,5% de los hogares estaba compuesto por un único individuo y el 15,4% pertenecía a alguien mayor de 65 años viviendo solo. El tamaño promedio de los hogares era de 2,22 personas y el de las familias de 2,76.
La población estaba distribuida en un 17,2% de habitantes menores de 18 años, un 5,4% entre 18 y 24 años, un 24,2% de 25 a 44, un 24,4% de 45 a 64 y un 28,8% de 65 años o mayores. La media de edad era 47 años. Por cada 100 mujeres había 78,9 hombres. Por cada 100 mujeres de 18 años o más, había 76,0 hombres.
Los ingresos medios por hogar en la localidad eran de 28.266 dólares ($) y los ingresos medios por familia eran de $ 34.375. Los hombres tenían unos ingresos medios de $ 24.306 frente a los $ 18.080 para las mujeres. La renta per cápita para la ciudad era de $ 16.657. El 13,4% de la población y el 10,3% de las familias estaban por debajo del umbral de pobreza. El 18,5% de los menores de 18 años y el 9,5% de los habitantes de 65 años o más vivían por debajo del umbral de pobreza.

### Censo de 2020
Según el censo de 2020, hay 1654 personas, 671 hogares y 352 familias en la localidad. La densidad de población es de 252,13 hab./km². Hay 759 viviendas con una densidad media de 115,7 viviendas/km². El 90,51% son blancos, el 2,42% son afroamericanos, el 0,12% son amerindios, el 2,18% son de otras razas y el 4,78% son de una mezcla de razas. El 4,84% de la población son hispanos o latinos de cualquier raza.

## Geografía
Según la Oficina del Censo de los Estados Unidos, la localidad tiene un área total de 6,66 km², de los cuales 6,56 km² corresponden a tierra firme y 0,10 km² corresponden a agua.